# 蒙特利尔钟楼
蒙特利尔钟楼（法語：Tour de l'Horloge），又名船员纪念钟（The Sailors' Memorial Clock），位于加拿大蒙特利尔旧港（Old Port）的钟楼码头（Quai de l'Horloge），原名维多利亚码头（Victoria Pier）。
1919年10月31日，由威尔士亲王为其奠基，两年后，45米高的塔楼建成，用于纪念在第一次世界大战中遇难的加拿大船员。时钟是由英国克罗伊登的吉列和约翰斯顿公司制造，其机制类似于威斯敏斯特宫的大本钟。

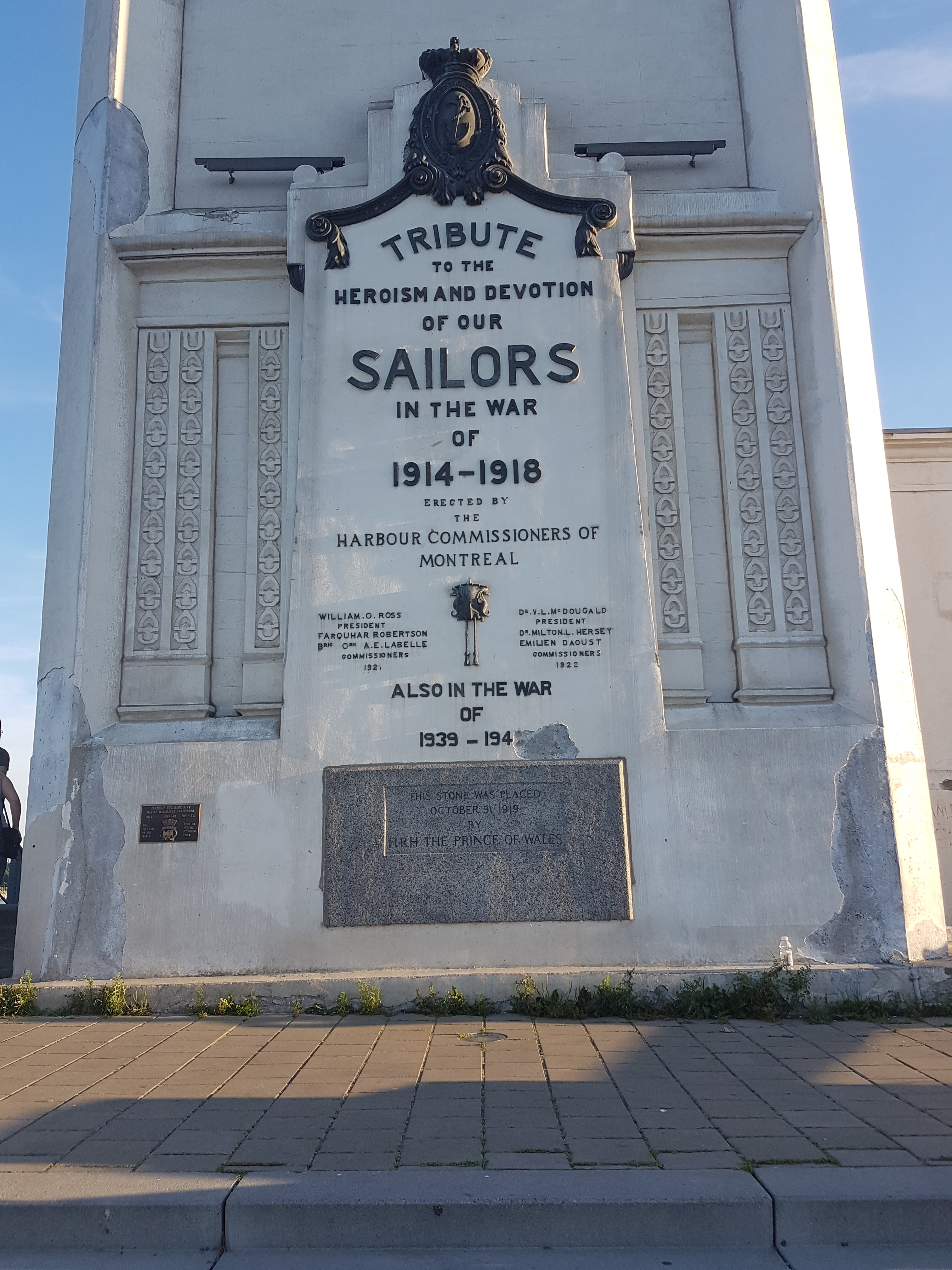

游客可以爬上192级台阶，眺望风景。